# Де Леу, Рейнберт
Ре́йнберт де Ле́у (нидерл. Reinbert de Leeuw; 8 сентября 1938, Амстердам — 14 февраля 2020, там же) — нидерландский дирижёр, пианист, композитор, музыкальный педагог.

## Биография
Мать и отец де Леу были психиатрами. С 7 лет брал уроки игры на фортепиано. Изучал музыкальную теорию и фортепиано в Амстердамской консерватории, композицию — у Кееса ван Барена в Гаагской консерватории. Преподавал в Гаагской консерватории. Создал Шёнберговский ансамбль (1974), которым руководил (в настоящее время — ансамбль Asko|Schönberg). Основал Голландское общество Чарлза Айвза. С 2004 преподавал в Лейденском университете.
Регулярно дирижировал крупнейшими оркестрами Нидерландов, не раз выступал приглашённым дирижёром во Франции, Германии, Великобритании, Бельгии, США, Японии, Австралии. Читал лекции в Джульярдской школе. Был художественным руководителем Олдебургского (1992) и Тэнглвудского (1994—1998) музыкальных фестивалей.

## Композиторские сочинения
Автор оркестровых и вокальных сочинений, фортепианной музыки, двух опер — Реконструкция (1968—1969, в соавторстве с Л. Андриссеном, М. Менгельбергом, П. Схатом, Я. ван Влейменом по либретто Хюго Клауса и Харри Мулиша) и Аксель (1975—1977, либретто Х. Мулиша по драме Вилье де Лиль-Адана).

## Исполнительский репертуар
Как пианист исполнял сочинения Ферруччо Бузони, Джорджа Антейла, Эрика Сати, Александра Скрябина, Дм. Шостаковича, Галины Уствольской. Дирижировал оркестровыми и оперными сочинениями Ф. Листа, Шёнберга, Веберна, Стравинского, Николая Обухова, Яначека, Бриттена, Мессиана, Лигети, Г. Уствольской, С. Губайдулиной, Клода Вивье, Л. Андриссена, Ст. Райха, Р. Зюйдама.

## Книги
- Чарлз Айвз (1969, в соавторстве с Й. Бернлефом)
- Музыкальная анархия (1973, журнальные статьи о современной музыке)

## Признание
Лауреат многочисленных премий за исполнительское искусство. Почётный доктор Утрехтского университета (1994). Кавалер ордена Нидерландского льва (2008).